# Tejuino

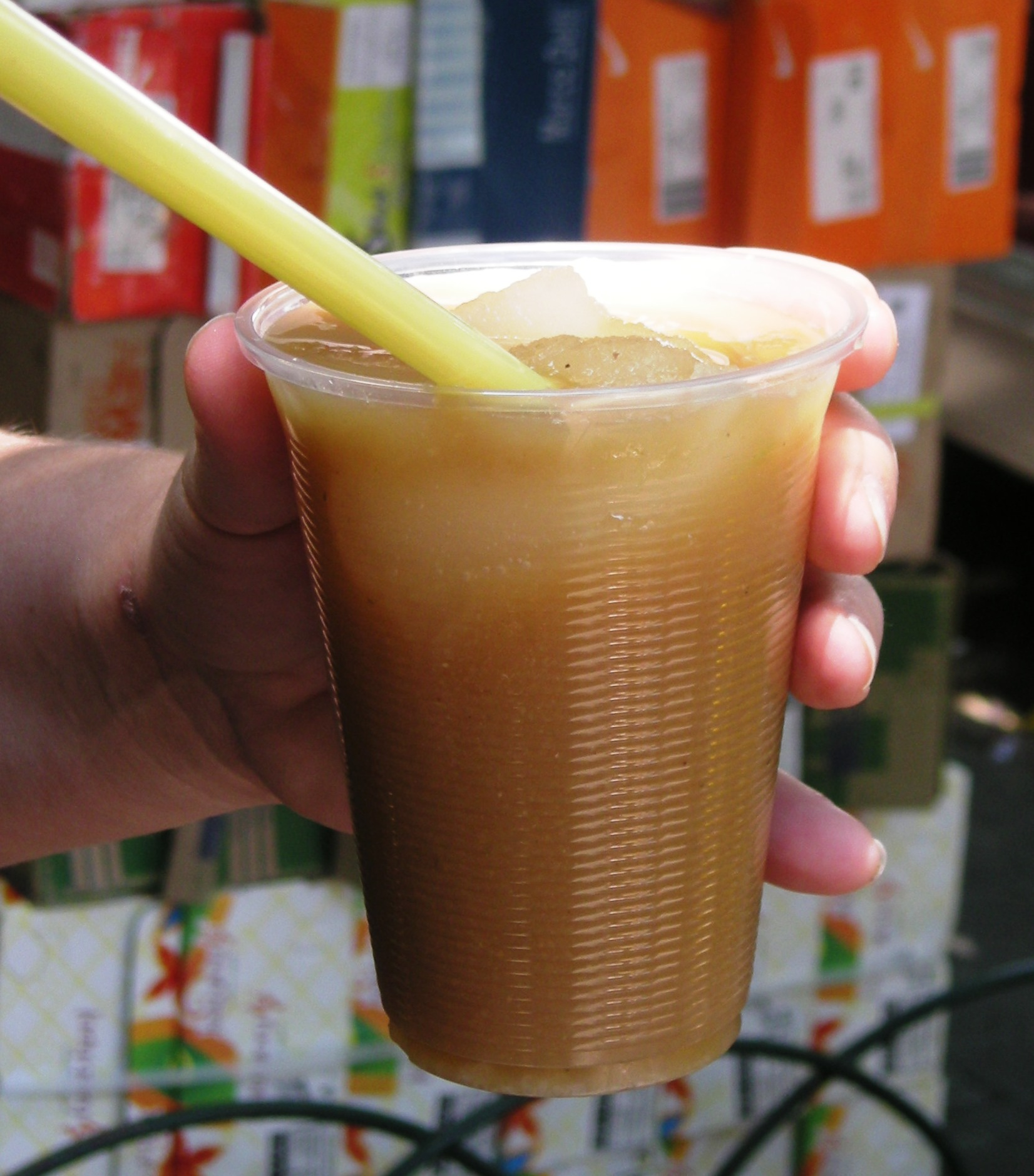
Tejuino

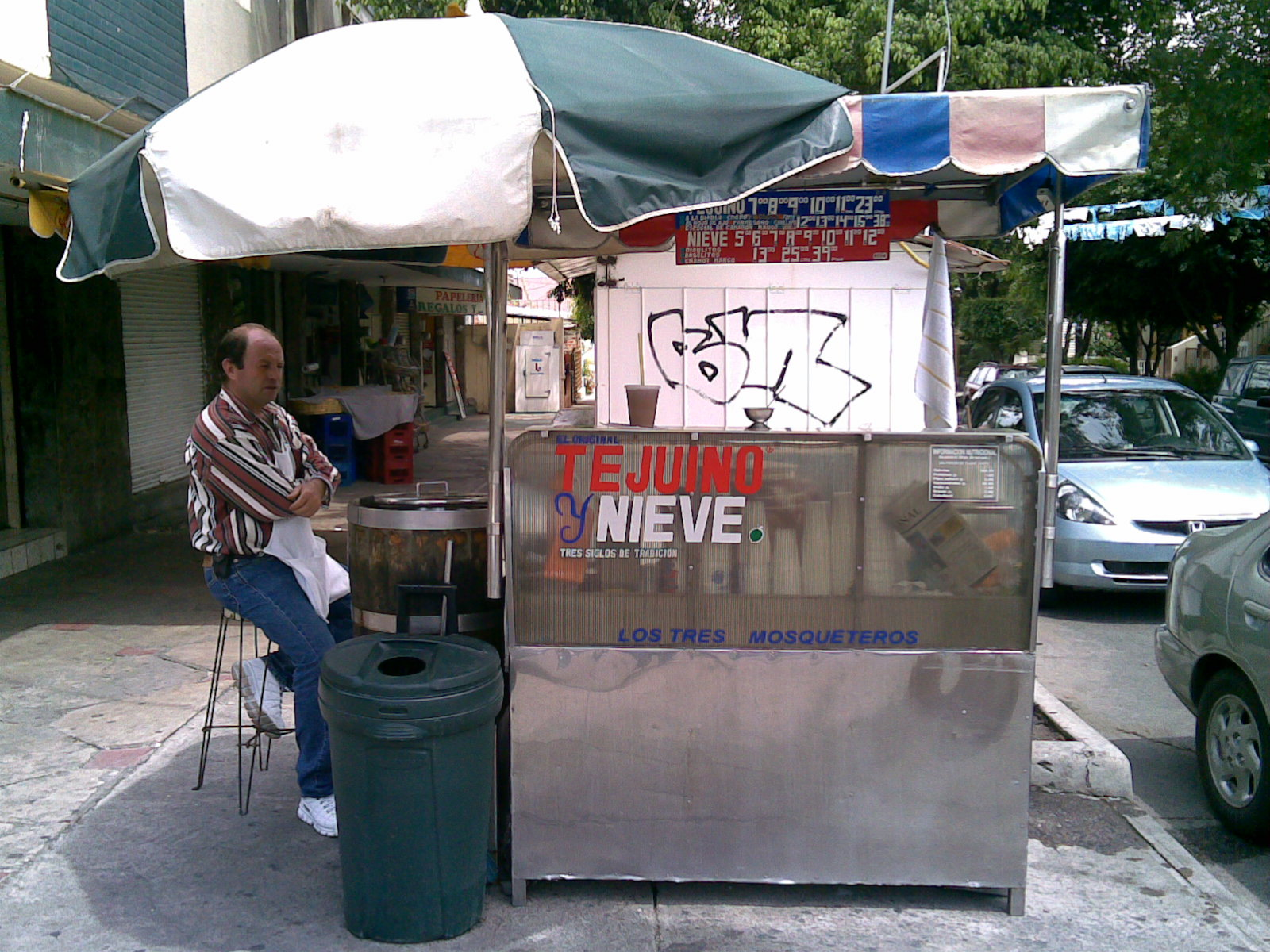
Homem vendendo tejuino

O tejuino ou tesgüino do náhuatl: tecuin, que significa "bater o coração" é uma cerveja de milho, que consomem diversos grupos étnicos do norte, noroeste, oeste e em menor proporção, sul de México, como os yaquis e pilhas de Sonora, os tarahumaras e tumbares de Chihuahua, Durango e Jalisco, os huicholes de Jalisco e Nayarit, e os zapotecas de Oaxaca.
Para os tarahumaras, assim como para outros grupos étnicos, como os huicholes, o tesgüino constitui a bebida preferida em seus eventos sociais, festividades religiosas e desportivas, e nas chamadas tesgüinadas, que são reuniões nas que se tomam decisões políticas e econômicas importantes para a comunidade, ou nas que se realizam trabalhos difíceis que requerem da participação comunitária dos homens. Assim, o tesgüino é empregado como uma forma de pagamento; bebida embriagante e veículo para a administração de diversas plantas medicinais; além disso, misturado leite materno ou diluído em água, é consumido por lactantes e meninos, e por essa razão pode ser considerado um componente importante em seu dieta.

## Processo de elaboração
O processo de elaboração da bebida varia de um grupo étnico a outro, ainda que geralmente se faz com grãos de milho germinados na escuridão, que são moídos e cozidos em suficiente água durante várias horas até obter um atole amarelado que, uma vez frio, endurece. O liquido recuperado esvazia-se em ollas tesgüineras, se lhe adiciona o catalisador ou fortificador e deixa-se fermentar de 1 a 10 dias ou mais. É importante assinalar que as ollas tesgüineras nunca se lavam e por isso apresentam aderidos às suas paredes resíduos de fermentações prévias. O tesgüino não se filtra nem pasteuriza e por isso contém  os micro-organismos vivos que produzem a fermentação, as substâncias metabolizadas por eles e os resíduos dos vegetais utilizados.
Por outro lado, o tejuino é misturado e é uma bebida refrescante que encontras em Guadalajara.  Também se faz com milho germinado, porém nesse caso se adiciona açúcar.
Bebe-se com limão, sal e pimenta piquín a gosto ou sem agregar-lhe nada, é de sabor agridoce e com um grau baixo de álcool. Os vendedores ambulantes oferecem tejuino nos povos e cidades da região, e é muito pouco comum encontrá-lo em sorveterias.
Há dois tipos reconhecidos: tejuino e tesgüino; o tejuino pode ou não ter algo de fermentação não mais forte que o tepache, o tesgüino é fermentado ao máximo para que produza licor.
Também existem dois tipos de tejuino: o tejuino branco e o tejuino escuro, feito com açúcar mascavo).
Em Nochistlan ocorrem as festividades de São Sebastião. Nesta festa é tradicional o tejuino, com a receita dos antigos caxcanes que povoavam esta região. A cada noite do 17 ao 20 de janeiro reparte-se tejuino em cântaros aos assistentes da festa, a qual se realiza na casa dos festejantes. Faz-se com um tipo especial de milho. Tem um sabor amargo forte, é espesso e cor café. Não se modifica a receita original, se toma natural, isto é, não se lhe acrescentam gelos, sal ou limão.
Há quem faça o tejuino fermentando masa (milho nixtamalizado, moído para formar um massa com a que se fazem as tortillas).
Os Huicholes utilizam-no principalmente em suas festividades e atividades, levando a cabo um processo de fermentação.